# Puruveden valkoselkätikkametsät
Puruveden valkoselkätikkametsät este o arie protejată (arie specială de conservare — SAC, sit de importanță comunitară — SCI, arie de protecție specială avifaunistică — SPA) din Finlanda întinsă pe o suprafață de 42 ha, integral pe uscat.

## Localizare
Centrul sitului Puruveden valkoselkätikkametsät este situat la coordonatele 61°58′53″N 29°17′25″E / 61.9814°N 29.2903°E.

## Înființare
Situl Puruveden valkoselkätikkametsät a fost declarat sit de importanță comunitară în august 1998 pentru a proteja 3 specii de animale. Alte tipuri de protecție:
- arie de protecție specială avifaunistică (în august 1998)[2]
- arie specială de conservare (în aprilie 2015)[1][3][4]

## Biodiversitate
Situată în ecoregiunea boreală, aria protejată conține 1 habitat natural: Taiga vestică.
La baza desemnării sitului se află mai multe specii protejate de  păsări (3): cocoșul de mesteacăn (Bonasa bonasia), ciocănitoare neagră (Dryocopus martius), ciocănitoare verzuie (Picus canus).